# Tricellina gertschi
Tricellina gertschi är en spindelart som först beskrevs av Forster och Norman I. Platnick 1981.  Tricellina gertschi ingår i släktet Tricellina och familjen Micropholcommatidae. Inga underarter finns listade i Catalogue of Life.